# I liga polska w piłce siatkowej mężczyzn (2017/2018)
I liga polska w piłce siatkowej mężczyzn (Krispol 1. Liga) 2017/2018 – 13. sezon rozgrywek siatkarskich organizowanych przez Polski Związek Piłki Siatkowej na drugim poziomie ligowym.

## System rozgrywek
Zmagania toczą się dwuetapowo:

### Etap I (dwurundowa faza zasadnicza)
Przeprowadzona w formule ligowej, systemem kołowym (tj. "każdy z każdym – mecz i rewanż") Faza zasadnicza, klasyfikacja generalna – uwzględnia wyniki wszystkich rozegranych meczów, łącznie z meczami rozegranymi awansem. Punktacja: 3 pkt za wygraną 3:0 i 3:1, 2 pkt za wygraną 3:2, 1 pkt za porażkę 2:3, 0 pkt za przegraną 1:3 i 0:3.
Kolejność w tabeli po każdej kolejce rozgrywek (tabela) ustalana jest według liczby zdobytych punktów meczowych. W przypadku równej liczby punktów meczowych o wyższym miejscu w tabeli decyduje:
1. liczba wygranych meczów
2. lepszy (wyższy) stosunek setów zdobytych do straconych
3. lepszy (wyższy) stosunek małych punktów zdobytych do małych punktów straconych

Jeżeli mimo zastosowania powyższych reguł nadal nie można ustalić kolejności, o wyższej pozycji w tabeli decydują wyniki meczów rozegranych pomiędzy zainteresowanymi drużynami w danym sezonie.

### Etap II (faza play-off / play-out)
Przeprowadzona w systemem pucharowym. Do rundy play-off przystąpi 8 najlepszych drużyn po fazie zasadniczej. 4 najsłabsze drużyny rywalizować będą o utrzymanie (w rundzie play-out).
Runda play-off
Runda 1
(O miejsca 1-8) – O tytuł mistrza KRISPOL 1. Ligi grają drużyny, które po zakończeniu fazy zasadniczej rozgrywek zajęły w tabeli miejsca od 1 do 8. Drużyny z miejsc 1-8; 2-7; 3-6; 4-5 utworzą pary meczowe, które zagrają o miejsca w 1/2 finału do trzech wygranych meczów ze zmianą gospodarza po dwóch rozegranych meczach. Gospodarzami pierwszego terminu (terminy są dwudniowe - dwumeczowe) będą zespoły, które po fazie zasadniczej rozgrywek zajęły wyższe miejsce w tabeli (ewentualny piąty mecz zostaje rozegrany również na parkiecie drużyny, która zajęła wyższe miejsce po rundzie zasadniczej).
Runda 2
(O miejsca 1-4) – Zwycięzcy rywalizacji z rundy 1 zagrają w 1/2 finału o miejsca 1-4. W pierwszym półfinale zagrają zwycięzca rywalizacji 1-8 ze zwycięzcą rywalizacji 4-5. W drugim półfinale zagrają zwycięzca rywalizacji 2-7 ze zwycięzcą rywalizacji 3-6. Drużyny grają do dwóch zwycięstw. Gospodarzami pierwszych spotkań będą zespoły, które po fazie zasadniczej rozgrywek zajęły niższe miejsce w tabeli. Gospodarzami meczów rewanżowych będą zespoły, które po fazie zasadniczej zajęły wyższe miejsce tabeli. Jeżeli po zakończeniu drugiego spotkania stan rywalizacji w meczach będzie wynosił 1:1 to o wygraniu rywalizacji zadecyduje trzeci mecz rozegrany na parkiecie drużyny, która zajęła wyższe miejsce w tabeli po rundzie zasadniczej.
(O miejsca 5-8) – Przegrani z rundy 1 fazy play off utworzą pary meczowe i zagrają o miejsca 5-8. W pierwszej parze zagra przegrany rywalizacji 1-8 z przegranym rywalizacji 4-5, a w drugiej przegrany 2-7 z przegranym 3-6. Drużyny grają dwumecz. Gospodarzami pierwszych spotkań będą zespoły, które po fazie zasadniczej rozgrywek zajęły niższe miejsce w tabeli. Gospodarzami meczów rewanżowych będą zespoły, które po fazie zasadniczej zajęły wyższe miejsce tabeli. Jeżeli po zakończeniu drugiego spotkania stan rywalizacji w meczach będzie wynosił 1:1 to, o wygraniu rywalizacji zadecyduje wygranie „złotego seta” do 15 punktów z dwoma punktami przewagi jednej z drużyn. Zwycięzcy zagrają o miejsca 5-6, a przegrani zakończą sezon na miejscach 7 i 8 (o kolejności decydować będzie, która drużyna zajęła wyższe miejsce w tabeli po rundzie zasadniczej).
Runda 3
(O miejsca 5-6) – Zwycięzcy rundy o miejsca 5-8 zagrają o miejsce 5 w końcowej klasyfikacji. Drużyny grają dwumecz. Gospodarzami pierwszych spotkań będą zespoły, które po fazie zasadniczej rozgrywek zajęły niższe miejsce w tabeli. Gospodarzami meczów rewanżowych będą zespoły, które po fazie zasadniczej zajęły wyższe miejsce tabeli. Jeżeli po zakończeniu drugiego spotkania stan rywalizacji w meczach będzie wynosił 1:1 to, o wygraniu rywalizacji zadecyduje wygranie „złotego seta” do 15 punktów z dwoma punktami przewagi jednej z drużyn. Przegrany zajmie 6. miejsce w końcowej klasyfikacji.
(O miejsca 3-4) – Przegrany 1 półfinału gra z przegranym 2 półfinału, do trzech wygranych meczów ze zmianą gospodarza po dwóch rozegranych meczach. Gospodarzami pierwszego terminu (terminy są dwudniowe - dwumeczowe) będą zespoły, które po fazie zasadniczej rozgrywek zajęły wyższe miejsce w tabeli (ewentualny piąty mecz zostaje rozegrany również na parkiecie drużyny, która zajęła wyższe miejsce po rundzie zasadniczej).
(O miejsca 1-2) – O tytuł mistrza KRISPOL 1. Ligi. Zwycięzca 1. półfinału gra ze zwycięzcą 2. półfinału do trzech wygranych meczów ze zmianą gospodarza po dwóch rozegranych meczach. Gospodarzami pierwszego terminu (terminy są dwudniowe - dwumeczowe) będą zespoły, które po fazie zasadniczej rozgrywek zajęły wyższe miejsce w tabeli (ewentualny piąty mecz zostaje rozegrany również na parkiecie drużyny, która zajęła wyższe miejsce po rundzie zasadniczej).
Drużyna, która zajmie 1 lub 2. miejsce w klasyfikacji końcowej KRISPOL 1. Ligi i spełni wymogi Regulaminu Profesjonalnego Współzawodnictwa PLPS zostanie dopuszczona do udziału w barażu o awans do rozgrywek PlusLigi sezonu 2018/2019.
Runda play-out
Zespoły, które po zakończeniu rundy zasadniczej zajęły miejsca 9-12 zagrają o utrzymanie w KRISPOL 1. Lidze. Drużyny z miejsc 9-12; 10-11 utworzą pary meczowe. Rywalizacja toczyć się będzie do trzech wygranych meczów ze zmianą gospodarza po dwóch rozegranych meczach. Gospodarzami pierwszego terminu (terminy są dwudniowe - dwumeczowe) będą zespoły, które po fazie zasadniczej rozgrywek zajęły wyższe miejsce w tabeli (ewentualny piąty mecz zostaje rozegrany również na parkiecie drużyny, która zajęła wyższe miejsce po rundzie zasadniczej). Zwycięzcy utrzymują się w lidze, natomiast przegrani spadają do II ligi.
O kolejności końcowej w przypadku odpadnięcia drużyn w tej samej rundzie i nie rozgrywania meczów o poszczególne miejsca decyduje kolejność po rundzie zasadniczej.

## Drużyny uczestniczące
| | Uczestnicy poprzedniej edycji    |    |
| --- | -------------------------------- | -- |
| SUW | Ślepsk Suwałki                   | 2  |
| SIE | KPS Siedlce                      | 3  |
| NYS | AZS PWSZ Stal Nysa               | 4  |
| SAN | TSV Sanok                        | 5  |
| KRA | AZS AGH Kraków                   | 7  |
| WRZ | Krispol Września                 | 8  |
| WAŁ | Chełmiec Wałbrzych               | 9  |
| CZE | Exact Systems Norwid Częstochowa | 10 |
| SMS | SMS PZPS Spała                   | 11 |
| | Spadek z Plusligi                |    |
| CZE | AZS Częstochowa                  | 16 |
| | Awans z II ligi                  |    |
| SUL | STS Olimpia Sulęcin              | 1  |
| TMA | Lechia Tomaszów Mazowiecki       | 1  |
| Oznaczenia: - kolumna pierwsza – skróty nazw drużyn wpisane na mapie (jeśli ta została zamieszczona), - kolumna trzecia – miejsce zajęte przez daną drużynę w poprzednim sezonie. |                                  |    |

- Klub SKS Hajnówka wycofał się z rozgrywek przed rozpocząciem sezonu i jego miejsce zajął spadkowicz Exact Systems Norwid Częstochowa.

## Rozgrywki

### Runda zasadnicza

#### Tabela wyników
| Gospodarz \ Gość1                | CZE | TMA | SUW | WRZ | NYS | KRA | CZE | SAN | SIE | WAŁ | SUL | SMS |
| -------------------------------- | --- | --- | --- | --- | --- | --- | --- | --- | --- | --- | --- | --- |
| AZS Częstochowa                  | -   | 3:1 | 3:2 | 3:0 | 1:3 | 3:0 | 3:0 | 3:1 | 3:1 | 3:0 | 3:0 | 3:1 |
| Lechia Tomaszów Mazowiecki       | 1:3 | -   | 3:0 | 3:2 | 3:1 | 3:0 | 3:2 | 2:3 | 3:1 | 3:1 | 3:0 | 3:0 |
| Ślepsk Suwałki                   | 3:0 | 3:0 | -   | 3:2 | 3:0 | 3:0 | 3:2 | 3:1 | 3:1 | 1:3 | 3:1 | 3:1 |
| Krispol Września                 | 2:3 | 2:3 | 3:1 | -   | 2:3 | 1:3 | 3:1 | 3:0 | 3:0 | 3:1 | 3:1 | 3:0 |
| AZS PWSZ Stal Nysa               | 1:3 | 0:3 | 3:2 | 3:1 | -   | 3:0 | 1:3 | 3:1 | 3:1 | 3:1 | 3:0 | 3:0 |
| AZS AGH Kraków                   | 2:3 | 3:2 | 3:1 | 2:3 | 3:0 | -   | 3:0 | 3:2 | 1:3 | 1:3 | 3:0 | 3:1 |
| Exact Systems Norwid Częstochowa | 3:2 | 0:3 | 2:3 | 3:1 | 0:3 | 1:3 | -   | 3:1 | 3:0 | 3:2 | 3:0 | 3:0 |
| TSV Sanok                        | 3:1 | 2:3 | 2:3 | 0:3 | 3:1 | 3:0 | 3:2 | -   | 3:1 | 3:1 | 3:0 | 3:2 |
| KPS Siedlce                      | 1:3 | 3:0 | 1:3 | 3:2 | 3:2 | 0:3 | 3:0 | 3:0 | -   | 3:1 | 3:0 | 3:0 |
| Chełmiec Wałbrzych               | 0:3 | 0:3 | 2:3 | 2:3 | 1:3 | 3:2 | 1:3 | 3:0 | 3:0 | -   | 3:0 | 3:0 |
| STS Olimpia Sulęcin              | 0:3 | 0:3 | 0:3 | 0:3 | 3:1 | 1:3 | 1:3 | 0:3 | 0:3 | 3:0 | -   | 2:3 |
| SMS PZPS Spała                   | 2:3 | 0:3 | 0:3 | 1:3 | 0:3 | 0:3 | 0:3 | 2:3 | 1:3 | 3:1 | 2:3 | -   |

Źródło: wyniki.siatka.org
1 Drużyna gospodarzy jest wymieniona po lewej stronie tabeli.
Kolory:
  zwycięstwo gospodarzy 3:0 lub 3:1
  zwycięstwo gospodarzy 3:2
  zwycięstwo gości 3:0 lub 3:1
  zwycięstwo gości 3:2

#### Wyniki spotkań
| 01.10.2017 | AZS Częstochowa      | 3:1 | SMS PZPS Spała       | 25:17, 20:25, 25:20, 25:22        |
| 29.09.2017 | Ślepsk Suwałki       | 3:1 | Olimpia Sulęcin      | 25:20, 22:25, 25:20, 25:17        |
| 30.09.2017 | KPS Siedlce          | 3:0 | Lechia Tomaszów Maz. | 25:18, 25:21, 25:17               |
| 30.09.2017 | Stal Nysa            | 1:3 | Norwid Częstochowa   | 24:26, 25:21, 23:25, 22:25        |
| 30.09.2017 | TSV Sanok            | 0:3 | Krispol Września     | 20:25, 18:25, 23:25               |
| 30.09.2017 | Aqua Zdrój Wałbrzych | 3:2 | AZS AGH Kraków       | 28:30, 20:25, 25:23, 25:21, 15:10 |

| 07.10.2017 | SMS PZPS Spała       | 0:3 | AZS AGH Kraków       | 22:25, 18:25, 15:25        |
| 07.10.2017 | Krispol Września     | 3:1 | Aqua Zdrój Wałbrzych | 22:25, 25:11, 25:23, 25:20 |
| 07.10.2017 | Norwid Częstochowa   | 3:1 | TSV Sanok            | 25:20, 21:25, 25:22, 25:22 |
| 07.10.2017 | Lechia Tomaszów Maz. | 3:1 | Stal Nysa            | 31:29, 25:20, 23:25, 25:19 |
| 07.10.2017 | Olimpia Sulęcin      | 0:3 | KPS Siedlce          | 20:25, 17:25, 27:29        |
| 07.10.2017 | Ślepsk Suwałki       | 3:0 | AZS Częstochowa      | 25:20, 25:20, 25:23        |

| 14.10.2017 | Ślepsk Suwałki       | 3:1 | SMS PZPS Spała       | 25:17, 25:22, 24:26, 25:15        |
| 14.10.2017 | KPS Siedlce          | 1:3 | AZS Częstochowa      | 22:25, 21:25, 25:20, 21:25        |
| 14.10.2017 | Stal Nysa            | 3:0 | Olimpia Sulęcin      | 25:18, 25:21, 25:18               |
| 14.10.2017 | TSV Sanok            | 2:3 | Lechia Tomaszów Maz. | 19:25, 25:23, 25:22, 17:25, 13:15 |
| 14.10.2017 | Aqua Zdrój Wałbrzych | 1:3 | Norwid Częstochowa   | 23:25, 25:23, 19:25, 15:25        |
| 14.10.2017 | AZS AGH Kraków       | 2:3 | Krispol Września     | 23:25, 25:23, 17:25, 25:20, 12:15 |

| 18.10.2017 | SMS PZPS Spała       | 1:3 | Krispol Września     | 23:25, 20:25, 25:18, 30:32 |
| 18.10.2017 | Norwid Częstochowa   | 1:3 | AZS AGH Kraków       | 25:21, 20:25, 23:25, 23:25 |
| 18.10.2017 | Lechia Tomaszów Maz. | 3:1 | Aqua Zdrój Wałbrzych | 25:22, 21:25, 25:17, 25:20 |
| 18.10.2017 | Olimpia Sulęcin      | 0:3 | TSV Sanok            | 25:27, 19:25, 19:25        |
| 18.10.2017 | AZS Częstochowa      | 1:3 | Stal Nysa            | 21:25, 25:21, 23:25, 20:25 |
| 18.10.2017 | Ślepsk Suwałki       | 3:1 | KPS Siedlce          | 25:15, 23:25, 25:16, 25:18 |

| 22.10.2017 | KPS Siedlce          | 3:0 | SMS PZPS Spała       | 25:20, 25:18, 25:17              |
| 21.10.2017 | Stal Nysa            | 3:2 | Ślepsk Suwałki       | 23:25, 25:13, 25:19, 22:25, 15:9 |
| 21.10.2017 | TSV Sanok            | 3:1 | AZS Częstochowa      | 20:25, 25:23, 25:19, 25:19       |
| 21.10.2017 | Aqua Zdrój Wałbrzych | 3:0 | Olimpia Sulęcin      | 25:21, 25:16, 25:23              |
| 21.10.2017 | AZS AGH Kraków       | 3:2 | Lechia Tomaszów Maz. | 25:23, 25:16, 16:25, 23:25, 15:9 |
| 21.10.2017 | Krispol Września     | 3:1 | Norwid Częstochowa   | 25:14, 20:25, 25:20, 25:23       |

| 28.10.2017 | SMS PZPS Spała       | 0:3 | Norwid Częstochowa | 12:25, 18:25, 21:25               |
| 28.10.2017 | Lechia Tomaszów Maz. | 3:2 | Krispol Września   | 27:29, 25:17, 29:27, 24:26, 16:14 |
| 28.10.2017 | Olimpia Sulęcin      | 1:3 | AZS AGH Kraków     | 24:26, 25:22, 22:25, 19:25        |
| 28.10.2017 | Aqua Zdrój Wałbrzych | 0:3 | AZS Częstochowa    | 23:25, 19:25, 23:25               |
| 28.10.2017 | Ślepsk Suwałki       | 3:1 | TSV Sanok          | 25:21, 25:18, 23:25, 25:17        |
| 28.10.2017 | KPS Siedlce          | 3:2 | Stal Nysa          | 25:23, 23:25, 25:22, 24:26, 15:9  |

| 04.11.2017 | Stal Nysa            | 3:0 | SMS PZPS Spała       | 25:12, 25:11, 25:19               |
| 04.11.2017 | TSV Sanok            | 3:1 | KPS Siedlce          | 25:21, 23:25, 25:21, 25:21        |
| 04.11.2017 | Aqua Zdrój Wałbrzych | 2:3 | Ślepsk Suwałki       | 20:25, 23:25, 25:19, 25:20, 11:15 |
| 04.11.2017 | AZS Częstochowa      | 3:0 | AZS AGH Kraków       | 25:14, 25:14, 25:20               |
| 04.11.2017 | Krispol Września     | 3:1 | Olimpia Sulęcin      | 25:20, 25:18, 21:25, 25:14        |
| 04.11.2017 | Norwid Częstochowa   | 0:3 | Lechia Tomaszów Maz. | 19:25, 18:25, 17:25               |

| 11.11.2017 | SMS PZPS Spała  | 0:3 | Lechia Tomaszów Maz. | 19:25, 20:25, 22:25        |
| 11.11.2017 | Olimpia Sulęcin | 1:3 | Norwid Częstochowa   | 16:25, 25:21, 24:26, 18:25 |
| 11.11.2017 | AZS Częstochowa | 3:0 | Krispol Września     | 25:22, 25:15, 25:16        |
| 11.11.2017 | AZS AGH Kraków  | 3:1 | Ślepsk Suwałki       | 24:26, 25:20, 25:19, 25:17 |
| 11.11.2017 | KPS Siedlce     | 3:1 | Aqua Zdrój Wałbrzych | 21:25, 25:23, 25:21, 25:21 |
| 11.11.2017 | Stal Nysa       | 3:1 | TSV Sanok            | 25:20, 25:15, 18:25, 25:18 |

| 18.11.2017 | TSV Sanok            | 3:2 | SMS PZPS Spała  | 25:17, 21:25, 25:19, 22:25, 15:13 |
| 17.11.2017 | Aqua Zdrój Wałbrzych | 1:3 | Stal Nysa       | 25:23, 23:25, 12:25, 20:25        |
| 17.11.2017 | AZS AGH Kraków       | 1:3 | KPS Siedlce     | 19:25, 25:23, 18:25, 27:29        |
| 18.11.2017 | Krispol Września     | 3:1 | Ślepsk Suwałki  | 25:20, 25:21, 20:25, 25:22        |
| 18.11.2017 | Norwid Częstochowa   | 3:2 | AZS Częstochowa | 25:18, 24:26, 25:20, 23:25, 15:13 |
| 18.11.2017 | Lechia Tomaszów Maz. | 3:0 | Olimpia Sulęcin | 25:23, 25:18, 25:18               |

| 25.11.2017 | SMS PZPS Spała  | 2:3 | Olimpia Sulęcin      | 23:25, 17:25, 25:14, 28:26, 12:15 |
| 25.11.2017 | AZS Częstochowa | 3:1 | Lechia Tomaszów Maz. | 25:22, 25:27, 25:21, 25:20        |
| 25.11.2017 | Ślepsk Suwałki  | 3:2 | Norwid Częstochowa   | 26:24, 18:25, 18:25, 25:14, 19:17 |
| 25.11.2017 | KPS Siedlce     | 3:2 | Krispol Września     | 27:25, 21:25, 25:20, 22:25, 15:7  |
| 25.11.2017 | Stal Nysa       | 3:0 | AZS AGH Kraków       | 25:23, 25:16, 25:23               |
| 25.11.2017 | TSV Sanok       | 3:1 | Aqua Zdrój Wałbrzych | 25:22, 25:18, 21:25, 27:25        |

| 03.12.2017 | SMS PZPS Spała       | 3:1 | Aqua Zdrój Wałbrzych | 25:21, 18:25, 25:23, 25:19        |
| 02.12.2017 | AZS AGH Kraków       | 3:2 | TSV Sanok            | 17:25, 25:21, 23:25, 25:23, 15:13 |
| 02.12.2017 | Krispol Września     | 2:3 | Stal Nysa            | 28:26, 25:18, 16:25, 16:25, 11:15 |
| 01.12.2017 | Norwid Częstochowa   | 3:0 | KPS Siedlce          | 25:23, 25:20, 25:17               |
| 02.12.2017 | Lechia Tomaszów Maz. | 3:0 | Ślepsk Suwałki       | 25:14, 25:23, 25:23               |
| 02.12.2017 | Olimpia Sulęcin      | 0:3 | AZS Częstochowa      | 14:25, 17:25, 20:25               |

| 06.12.2017 | SMS PZPS Spała       | 2:3 | AZS Częstochowa      | 25:27, 25:21, 21:25, 25:23, 13:15 |
| 07.12.2017 | Olimpia Sulęcin      | 0:3 | Ślepsk Suwałki       | 19:25, 15:25, 22:25               |
| 06.12.2017 | Lechia Tomaszów Maz. | 3:1 | KPS Siedlce          | 24:26, 25:20, 25:18, 25:15        |
| 06.12.2017 | Norwid Częstochowa   | 0:3 | Stal Nysa            | 16:25, 22:25, 18:25               |
| 06.12.2017 | Krispol Września     | 3:0 | TSV Sanok            | 25:16, 25:16, 25:22               |
| 06.12.2017 | AZS AGH Kraków       | 1:3 | Aqua Zdrój Wałbrzych | 25:23, 28:30, 20:25, 25:27        |

| 09.12.2017 | AZS AGH Kraków       | 3:1 | SMS PZPS Spała       | 25:14, 22:25, 25:17, 25:17        |
| 08.12.2017 | Aqua Zdrój Wałbrzych | 2:3 | Krispol Września     | 25:23, 16:25, 25:23, 21:25, 14:16 |
| 09.12.2017 | TSV Sanok            | 3:2 | Norwid Częstochowa   | 31:29, 22:25, 24:26, 25:17, 15:13 |
| 10.12.2017 | Stal Nysa            | 0:3 | Lechia Tomaszów Maz. | 22:25, 24:26, 22:25               |
| 10.12.2017 | KPS Siedlce          | 3:0 | Olimpia Sulęcin      | 25:20, 25:13, 25:15               |
| 09.12.2017 | AZS Częstochowa      | 3:2 | Ślepsk Suwałki       | 21:25, 25:16, 16:25, 25:23, 15:12 |

| 16.12.2017 | SMS PZPS Spała       | 0:3 | Ślepsk Suwałki       | 16:25, 22:25, 25:27               |
| 17.12.2017 | AZS Częstochowa      | 3:1 | KPS Siedlce          | 26:24, 20:25, 25:18, 25:18        |
| 16.12.2017 | Olimpia Sulęcin      | 3:1 | Stal Nysa            | 25:23, 15:25, 25:23, 25:15        |
| 16.12.2017 | Lechia Tomaszów Maz. | 2:3 | TSV Sanok            | 25:17, 24:26, 28:26, 24:26, 11:15 |
| 16.12.2017 | Norwid Częstochowa   | 3:2 | Aqua Zdrój Wałbrzych | 23:25, 25:20, 25:20, 23:25, 15:11 |
| 16.12.2017 | Krispol Września     | 1:3 | AZS AGH Kraków       | 16:25, 25:20, 17:25, 15:25        |

| 06.01.2018 | Krispol Września     | 3:0 | SMS PZPS Spała       | 25:18, 25:20, 25:12        |
| 09.01.2018 | AZS AGH Kraków       | 3:0 | Norwid Częstochowa   | 25:15, 27:25, 25:20        |
| 06.01.2018 | Aqua Zdrój Wałbrzych | 0:3 | Lechia Tomaszów Maz. | 24:26, 13:25, 23:25        |
| 07.01.2018 | TSV Sanok            | 3:0 | Olimpia Sulęcin      | 25:22, 25:13, 25:23        |
| 06.01.2018 | Stal Nysa            | 1:3 | AZS Częstochowa      | 18:25, 25:20, 22:25, 30:32 |
| 07.01.2018 | KPS Siedlce          | 1:3 | Ślepsk Suwałki       | 29:31, 25:17, 20:25, 19:25 |

| 13.01.2018 | SMS PZPS Spała       | 1:3 | KPS Siedlce          | 21:25, 25:21, 14:25, 23:25 |
| 13.01.2018 | Ślepsk Suwałki       | 3:0 | Stal Nysa            | 25:21, 25:23, 25:19        |
| 13.01.2018 | AZS Częstochowa      | 3:1 | TSV Sanok            | 25:27, 25:18, 25:21, 25:21 |
| 13.01.2018 | Olimpia Sulęcin      | 3:0 | Aqua Zdrój Wałbrzych | 25:21, 25:17, 25:16        |
| 13.01.2018 | Lechia Tomaszów Maz. | 3:0 | AZS AGH Kraków       | 32:30, 25:18, 25:20        |
| 13.01.2018 | Norwid Częstochowa   | 3:1 | Krispol Września     | 23:25, 27:25, 25:20, 25:19 |

| 17.01.2018 | Norwid Częstochowa | 3:0 | SMS PZPS Spała       | 25:20, 25:14, 25:21               |
| 17.01.2018 | Krispol Września   | 2:3 | Lechia Tomaszów Maz. | 25:23, 25:17, 20:25, 16:25, 10:15 |
| 17.01.2018 | AZS AGH Kraków     | 3:0 | Olimpia Sulęcin      | 25:20, 25:17, 25:22               |
| 21.12.2017 | AZS Częstochowa    | 3:0 | Aqua Zdrój Wałbrzych | 25:15, 25:12, 27:25               |
| 17.01.2018 | TSV Sanok          | 2:3 | Ślepsk Suwałki       | 25:21, 20:25, 25:20, 18:25, 10:15 |
| 17.01.2018 | Stal Nysa          | 3:1 | KPS Siedlce          | 25:22, 24:26, 25:21, 25:23        |

| 20.01.2018 | SMS PZPS Spała       | 0:3 | Stal Nysa            | 17:25, 19:25, 26:28               |
| 21.01.2018 | KPS Siedlce          | 3:0 | TSV Sanok            | 25:19, 29:27, 25:17               |
| 20.01.2018 | Ślepsk Suwałki       | 1:3 | Aqua Zdrój Wałbrzych | 22:25, 25:15, 22:25, 11:25        |
| 20.01.2018 | AZS AGH Kraków       | 2:3 | AZS Częstochowa      | 27:25, 25:22, 18:25, 17:25, 21:23 |
| 20.01.2018 | Olimpia Sulęcin      | 0:3 | Krispol Września     | 25:27, 22:25, 22:25               |
| 20.01.2018 | Lechia Tomaszów Maz. | 3:2 | Norwid Częstochowa   | 23:25, 23:25, 26:24, 25:14, 15:10 |

| 27.01.2018 | Lechia Tomaszów Maz. | 3:0 | SMS PZPS Spała  | 25:19, 25:15, 25:22               |
| 27.01.2018 | Norwid Częstochowa   | 3:0 | Olimpia Sulęcin | 25:19, 25:18, 25:18               |
| 28.01.2018 | Krispol Września     | 2:3 | AZS Częstochowa | 25:21, 25:19, 15:25, 24:26, 13:15 |
| 26.01.2018 | Ślepsk Suwałki       | 3:0 | AZS AGH Kraków  | 25:22, 25:22, 27:25               |
| 27.01.2018 | Aqua Zdrój Wałbrzych | 3:0 | KPS Siedlce     | 25:22, 25:21, 25:23               |
| 26.01.2018 | TSV Sanok            | 3:1 | Stal Nysa       | 25:19, 25:19, 26:28, 25:18        |

| 17.12.2017 | SMS PZPS Spała  | 2:3 | TSV Sanok            | 25:19, 16:25, 25:21, 25:27, 13:15 |
| 03.02.2018 | Stal Nysa       | 3:1 | Aqua Zdrój Wałbrzych | 25:16, 25:17, 21:25, 25:11        |
| 02.02.2018 | KPS Siedlce     | 0:3 | AZS AGH Kraków       | 19:25, 22:25, 21:25               |
| 03.02.2018 | Ślepsk Suwałki  | 3:2 | Krispol Września     | 25:21, 27:29, 25:27, 25:21, 16:14 |
| 03.02.2018 | AZS Częstochowa | 3:0 | Norwid Częstochowa   | 25:19, 25:18, 25:19               |
| 03.02.2018 | Olimpia Sulęcin | 0:3 | Lechia Tomaszów Maz. | 21:25, 20:25, 18:25               |

| 10.02.2018 | Olimpia Sulęcin      | 2:3 | SMS PZPS Spała  | 25:21, 25:13, 24:26, 23:25, 5:15  |
| 10.02.2018 | Lechia Tomaszów Maz. | 1:3 | AZS Częstochowa | 24:26, 25:16, 21:25, 24:26        |
| 10.02.2018 | Norwid Częstochowa   | 2:3 | Ślepsk Suwałki  | 21:25, 22:25, 25:21, 25:23, 13:15 |
| 10.02.2018 | Krispol Września     | 3:0 | KPS Siedlce     | 25:21, 28:26, 26:24               |
| 10.02.2018 | AZS AGH Kraków       | 3:0 | Stal Nysa       | 25:18, 25:22, 25:20               |
| 10.02.2018 | Aqua Zdrój Wałbrzych | 3:0 | TSV Sanok       | 26:24, 25:14, 26:24               |

| 24.01.2018 | Aqua Zdrój Wałbrzych | 3:0 | SMS PZPS Spała       | 25:20, 25:18, 25:23        |
| 17.02.2018 | TSV Sanok            | 3:0 | AZS AGH Kraków       | 25:20, 25:23, 26:24        |
| 17.02.2018 | Stal Nysa            | 3:1 | Krispol Września     | 29:27, 25:23, 18:25, 25:18 |
| 17.02.2018 | KPS Siedlce          | 3:0 | Norwid Częstochowa   | 25:15, 25:21, 25:19        |
| 17.02.2018 | Ślepsk Suwałki       | 3:0 | Lechia Tomaszów Maz. | 25:22, 25:18, 25:22        |
| 17.02.2018 | AZS Częstochowa      | 3:0 | Olimpia Sulęcin      | 25:14, 25:22, 27:25        |

#### Tabela
| Lp. | Drużyna                          | Pkt | Mecze | Mecze | Mecze | Rodzaj wyniku | Rodzaj wyniku | Rodzaj wyniku | Rodzaj wyniku | Rodzaj wyniku | Rodzaj wyniku | Sety | Sety | Sety  | Małe punkty | Małe punkty | Małe punkty |
| Lp. | Drużyna                          | Pkt | M     | W     | P     | 3:0           | 3:1           | 3:2           | 2:3           | 1:3           | 0:3           | wyg. | prz. | stos. | zdob.       | str.        | stos.       |
| --- | -------------------------------- | --- | ----- | ----- | ----- | ------------- | ------------- | ------------- | ------------- | ------------- | ------------- | ---- | ---- | ----- | ----------- | ----------- | ----------- |
| 1   | AZS Częstochowa                  | 51  | 22    | 18    | 4     | 7             | 7             | 4             | 1             | 2             | 1             | 58   | 27   | 2.15  | 1989        | 1808        | 1.1         |
| 2   | Lechia Tomaszów Mazowiecki       | 46  | 22    | 16    | 6     | 9             | 3             | 4             | 2             | 2             | 2             | 54   | 29   | 1.86  | 1943        | 1764        | 1.1         |
| 3   | Ślepsk Suwałki                   | 45  | 22    | 16    | 6     | 6             | 5             | 5             | 2             | 3             | 1             | 55   | 33   | 1.67  | 1989        | 1882        | 1.06        |
| 4   | Krispol Września                 | 40  | 22    | 12    | 10    | 5             | 5             | 2             | 6             | 3             | 1             | 51   | 39   | 1.31  | 2013        | 1968        | 1.02        |
| 5   | AZS PWSZ Stal Nysa               | 38  | 22    | 13    | 9     | 5             | 6             | 2             | 1             | 5             | 3             | 46   | 37   | 1.24  | 1924        | 1799        | 1.07        |
| 6   | AZS AGH Kraków                   | 37  | 22    | 12    | 10    | 5             | 5             | 2             | 3             | 2             | 5             | 44   | 39   | 1.13  | 1891        | 1843        | 1.03        |
| 7   | Exact Systems Norwid Częstochowa | 35  | 22    | 11    | 11    | 4             | 5             | 2             | 4             | 2             | 5             | 43   | 42   | 1.02  | 1884        | 1873        | 1.01        |
| 8   | TSV Sanok                        | 32  | 22    | 11    | 11    | 3             | 4             | 4             | 3             | 4             | 4             | 43   | 45   | 0.96  | 1941        | 1975        | 0.98        |
| 9   | KPS Siedlce                      | 31  | 22    | 11    | 11    | 6             | 3             | 2             | 0             | 7             | 4             | 40   | 40   | 1     | 1833        | 1797        | 1.02        |
| 10  | Chełmiec Wałbrzych               | 23  | 22    | 7     | 15    | 4             | 2             | 1             | 3             | 8             | 4             | 35   | 49   | 0.71  | 1809        | 1938        | 0.93        |
| 11  | STS Olimpia Sulęcin              | 9   | 22    | 3     | 19    | 1             | 1             | 1             | 1             | 4             | 14            | 15   | 60   | 0.25  | 1523        | 1793        | 0.85        |
| 12  | SMS PZPS Spała                   | 9   | 22    | 2     | 20    | 0             | 1             | 1             | 4             | 5             | 11            | 19   | 63   | 0.3   | 1639        | 1938        | 0.85        |

Źródło: wyniki.siatka.org
Punktacja: 3:0 i 3:1 – 3 pkt; 3:2 – 2 pkt; 2:3 – 1 pkt; 1:3 i 0:3 – 0 pkt
Zasady ustalania kolejności: 1. liczba punktów; 2. stosunek setów; 3. stosunek małych punktów; 4. bilans w bezpośrednich meczach
     faza play-off
     baraż o utrzymanie

### Play-off

#### Ćwierćfinały
(do 3 zwycięstw)
| Data       | Drużyna 1            | Wynik | Drużyna 2            | Sety                             |
| ---------- | -------------------- | ----- | -------------------- | -------------------------------- |
| 22.02.2018 | AZS Częstochowa      | 3:0   | TSV Sanok            | 25:20, 26:24, 25:15              |
| 23.02.2018 | AZS Częstochowa      | 3:1   | TSV Sanok            | 25:19, 23:25, 25:19, 25:21       |
| 03.03.2018 | TSV Sanok            | 1:3   | AZS Częstochowa      | 22:25, 25:19, 22:25, 18:25       |
|            |                      |       |                      |                                  |
| 24.02.2018 | Lechia Tomaszów Maz. | 3:1   | Norwid Częstochowa   | 33:31, 25:23, 20:25, 25:21       |
| 25.02.2018 | Lechia Tomaszów Maz. | 3:2   | Norwid Częstochowa   | 25:20, 24:26, 21:25, 25:22, 15:7 |
| 03.03.2018 | Norwid Częstochowa   | 0:3   | Lechia Tomaszów Maz. | 21:25, 22:25, 19:25              |
|            |                      |       |                      |                                  |
| 24.02.2018 | Ślepsk Suwałki       | 0:3   | AZS AGH Kraków       | 20:25, 21:25, 21:25              |
| 25.02.2018 | Ślepsk Suwałki       | 3:0   | AZS AGH Kraków       | 25:16, 25:16, 25:21              |
| 03.03.2018 | AZS AGH Kraków       | 0:3   | Ślepsk Suwałki       | 24:26, 17:25, 22:25              |
| 04.03.2018 | AZS AGH Kraków       | 3:0   | Ślepsk Suwałki       | 25:21, 27:25, 25:17              |
| 07.03.2018 | Ślepsk Suwałki       | 0:3   | AZS AGH Kraków       | 18:25, 24:26, 18:25              |
|            |                      |       |                      |                                  |
| 24.02.2018 | Krispol Września     | 3:0   | Stal Nysa            | 25:18, 25:21, 25:18              |
| 25.02.2018 | Krispol Września     | 0:3   | Stal Nysa            | 25:27, 17:25, 22:25              |
| 03.03.2018 | Stal Nysa            | 0:3   | Krispol Września     | 18:25, 24:26, 15:25              |
| 04.03.2018 | Stal Nysa            | 1:3   | Krispol Września     | 25:27, 37:35, 24:26, 22:25       |

#### Półfinały
(do 2 zwycięstw)
| Data       | Drużyna 1            | Wynik | Drużyna 2            | Sety                              |
| ---------- | -------------------- | ----- | -------------------- | --------------------------------- |
| 10.03.2018 | AZS Częstochowa      | 3:0   | Krispol Września     | 26:24, 25:15, 25:17               |
| 17.03.2018 | Krispol Września     | 0:3   | AZS Częstochowa      | 25:27, 23:25, 21:25               |
| 10.03.2018 | Lechia Tomaszów Maz. | 3:1   | AZS AGH Kraków       | 22:25, 25:16, 25:21, 28:26        |
| 17.03.2018 | AZS AGH Kraków       | 2:3   | Lechia Tomaszów Maz. | 18:25, 26:24, 19:25, 25:22, 25:27 |

#### Mecze o miejsca 5-8.
(dwumecz)
| Data       | Drużyna 1          | Wynik | Drużyna 2          | Sety                              |
| ---------- | ------------------ | ----- | ------------------ | --------------------------------- |
| 10.03.2018 | TSV Sanok          | 3:2   | Stal Nysa          | 25:18, 25:20, 23:25, 19:25, 15:13 |
| 17.03.2018 | Stal Nysa          | 3:1   | TSV Sanok          | 24:26, 25:22, 25:13, 25:17        |
|            |                    |       |                    |                                   |
| 10.03.2018 | Norwid Częstochowa | 1:3   | Ślepsk Suwałki     | 25:16, 21:25, 19:25, 30:32        |
| 17.03.2018 | Ślepsk Suwałki     | 3:2   | Norwid Częstochowa | 25:15, 23:25, 25:13, 21:25, 15:13 |

#### Mecze o 5. miejsce
(dwumecz)
| Data       | Drużyna 1      | Wynik | Drużyna 2      | Sety                              |
| ---------- | -------------- | ----- | -------------- | --------------------------------- |
| 24.03.2018 | Stal Nysa      | 3:1   | Ślepsk Suwałki | 27:25, 25:20, 24:26, 25:23        |
| 28.03.2018 | Ślepsk Suwałki | 3:1   | Stal Nysa      | 17:25, 25:17, 25:22, 25:18, 14:16 |

#### Mecze o 3. miejsce
(do 3 zwycięstw)
| Data       | Drużyna 1        | Wynik | Drużyna 2        | Sety                       |
| ---------- | ---------------- | ----- | ---------------- | -------------------------- |
| 24.03.2018 | Krispol Września | 3:0   | AZS AGH Kraków   | 28:26, 25:23, 29:27        |
| 25.03.2018 | Krispol Września | 1:3   | AZS AGH Kraków   | 23:25, 17:25, 28:26, 16:25 |
| 04.04.2018 | AZS AGH Kraków   | 3:1   | Krispol Września | 18:25, 25:16, 25:19, 25:19 |
| 15.04.2018 | AZS AGH Kraków   | 1:3   | Krispol Września | 25:19, 18:25, 23:25, 23:25 |
| 18.04.2018 | Krispol Września | 3:1   | AZS AGH Kraków   | 20:25, 25:21, 25:12, 26:24 |

#### Finał
(do 3 zwycięstw)
| Data       | Drużyna 1            | Wynik | Drużyna 2            | Sety                              |
| ---------- | -------------------- | ----- | -------------------- | --------------------------------- |
| 26.03.2018 | AZS Częstochowa      | 2:3   | Lechia Tomaszów Maz. | 25:13, 20:25, 23:25, 25:17, 13:15 |
| 27.03.2018 | AZS Częstochowa      | 1:3   | Lechia Tomaszów Maz. | 19:25, 25:22, 20:25, 16:25        |
| 07.04.2018 | Lechia Tomaszów Maz. | 0:3   | AZS Częstochowa      | 21:25, 21:25, 20:25               |
| 08.04.2018 | Lechia Tomaszów Maz. | 1:3   | AZS Częstochowa      | 21:25, 25:16, 30:32, 19:25        |
| 11.04.2018 | AZS Częstochowa      | 3:1   | Lechia Tomaszów Maz. | 25:21, 16:25, 26:24, 25:22        |

### Play-out
(do 3 zwycięstw)
| Data       | Drużyna 1            | Wynik | Drużyna 2            | Sety                       |
| ---------- | -------------------- | ----- | -------------------- | -------------------------- |
| 24.02.2018 | KPS Siedlce          | 3:0   | SMS PZPS Spała       | 25:23, 27:25, 25:23        |
| 25.02.2018 | KPS Siedlce          | 3:1   | SMS PZPS Spała       | 22:25, 25:20, 25:17, 25:16 |
| 03.03.2018 | SMS PZPS Spała       | 0:3   | KPS Siedlce          | 13:25, 21:25, 18:25        |
|            |                      |       |                      |                            |
| 10.03.2018 | Aqua Zdrój Wałbrzych | 3:1   | Olimpia Sulęcin      | 17:25, 25:14, 25:14, 25:18 |
| 11.03.2018 | Aqua Zdrój Wałbrzych | 0:3   | Olimpia Sulęcin      | 18:25, 16:25, 15:25        |
| 17.03.2018 | Olimpia Sulęcin      | 3:1   | Aqua Zdrój Wałbrzych | 25:20, 19:25, 25:22, 25:20 |
| 18.03.2018 | Olimpia Sulęcin      | 3:0   | Aqua Zdrój Wałbrzych | 28:26, 25:21, 25:21        |

## Klasyfikacja końcowa
| Lp. | Drużyna                          |
| --- | -------------------------------- |
| 1   | AZS Częstochowa                  |
| 2   | Lechia Tomaszów Mazowiecki       |
| 3   | Krispol Września                 |
| 4   | AZS AGH Kraków                   |
| 5   | AZS PWSZ Stal Nysa               |
| 6   | Ślepsk Suwałki                   |
| 7   | Exact Systems Norwid Częstochowa |
| 8   | TSV Sanok                        |
| 9   | KPS Siedlce                      |
| 10  | STS Olimpia Sulęcin              |
| 11  | Chełmiec Wałbrzych               |
| 11  | SMS PZPS Spała                   |

     baraż z ostatnią drużyną Plusligi
     spadek do II ligi